# Macizo Oku

Principales características geológicas cerca de la línea de Camerún

El Campo Volcánico Oku o Macizo Oku es un grupo de volcanes en la Línea Volcánica de Camerún, ubicado en la región Oku del Altiplano Occidental de Camerún. El estratovolcán del Monte Oku se eleva a 3.011 m sobre el nivel del mar.
El macizo tiene un diámetro de casi 100 km y contiene cuatro estratovolcanes principales: el Monte Oku, el Monte Babanki a 15 km al SO de Oku, Nyos y Nkambe. Las rocas en el macizo tienen edades desde hace 24,9 a 22,1 millones de años, pero se ha producido una actividad volcánica más reciente. El macizo está compuesto de roca riolítica y traquítica, y contiene muchos maars y conos de ceniza basáltica.
El campo volcánico de Oku incluye dos lagos de cráter, el lago Nyos al norte y el lago Monoun al sur. El 15 de agosto de 1984, un terremoto y un deslizamiento de tierra desencadenaron una importante liberación de dióxido de carbono desde el lago Monoun, matando a varias personas. El lago Nyos está dentro de un maar formado por una explosión hace unos 400 años, y tiene unos 1.800 m de ancho y 208 m de profundidad. Hay un depósito de dióxido de carbono libre a baja temperatura debajo del fondo del lago, que se filtra en el lago a través de una tubería volcánica. El 21 de agosto de 1986, el lago Nyos liberó una gran cantidad de dióxido de carbono que mató al menos a 1.700 personas por asfixia, posiblemente provocada por un terremoto de fuerza 5 a lo largo de la zona de cizallamiento de Foumban, que se extiende por debajo del macizo.